# Волков, Евгений Николаевич
Волков Евгений Николаевич (1864—1933) — генерал-лейтенант русской императорской армии (1913); губернатор Черноморской губернии (1901—1904), первый в истории градоначальник Москвы (1905), губернатор Таврической губернии (1905—1906).

## Биография

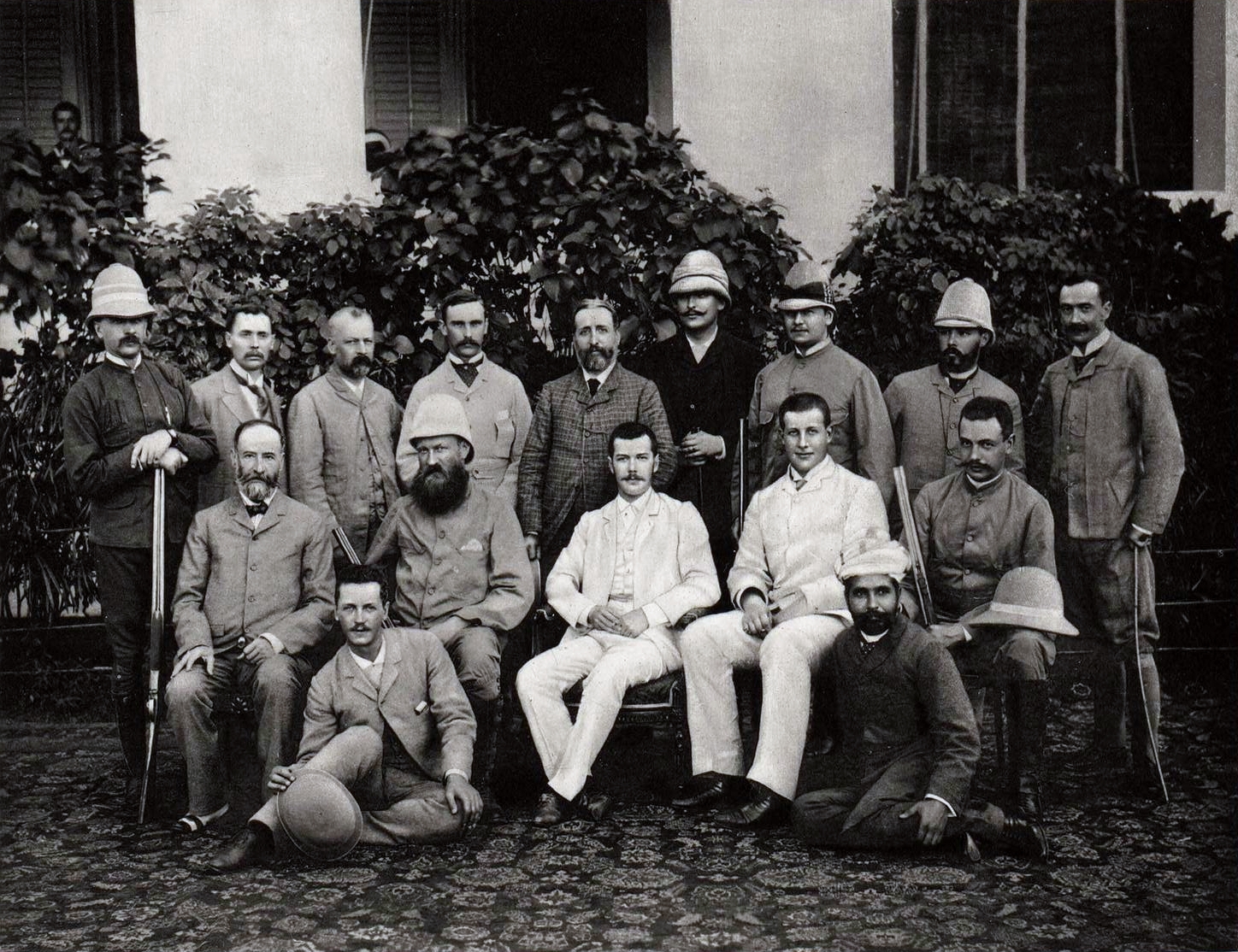
Цесаревич Николай (в центре) в Мадрасе. Штабс-ротмистр Е. Н. Волков — крайний справа в среднем ряду. 1890 год

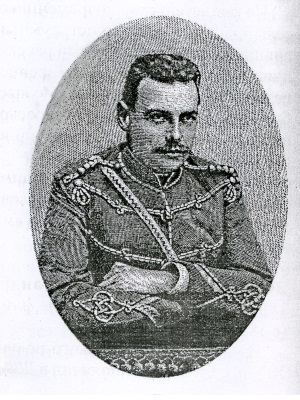
Е. Н. Волков в форме Лейб-гвардии Гусарского полка

### Происхождение и ранние годы
Родился 16 июня 1864 года в Пскове в дворянской семье рода Волковых. Отец — Николай Степанович Волков (1810—1869), псковский губернский предводитель дворянства, художник-портретист, директор Академии изящных искусств в Варшаве (1854), потомок В. Я. Римского-Корсакова и И. И. Неплюева. Мать — Елизавета Евгеньевна (1840—?) — дочь генерал-майора Е. П. Самсонова, стояла у истоков «Майского союза» (1898 г.), одного из первых в России экологических обществ. Николай Степанович был старше своей жены на тридцать лет и имел от первого брака трёх сыновей — Степана, Александра и Константина. Семья жила зимой в Пскове, а летом в загородных имениях деревнях Елизаветино и Гуслищи, кроме того семья часто и долго жила за границей. Отец Евгения умер, когда тому было пять лет, и его мать вышла замуж во второй раз за Николая Александровича Ваганова, чиновника особых поручений при министре императорского двора и уделов, организатора одного из первых в России пожарных обществ.

### Обучение и военная служба
В 1882 году Евгений окончил Николаевский кадетский корпус, а в 1884 году завершил обучение в Николаевском кавалерийском училище. Благодаря протекции отчима, который смог добиться, что министр императорского двора и уделов И. И. Воронцов-Дашков обратился с просьбой помочь пасынку своего сотрудника к императрице Марие Фёдоровне, Евгений в чине корнета был в 1884 году зачислен в Кавалергардский полк, а спустя некоторое время — в лейб-гвардии Гусарский полк (с 14.08.1884). Поручик (с 30.08.1888), штабс-ротмистр (с 30.08.1889), ротмистр (с 30.08.1891), полковник (с 06.12.1896). Был командиром эскадрона (4 мес. 5 д.), полковым адъютантом (11 д.), командиром эскадрона Его Величества (4 г. 10 мес.), помощником командира полка по хозяйственной части (19.12.1897-20.03.1900).
Наследник престола Николай Александрович в рамках программы своего военного образования два летних сезона проходил службу командиром эскадрона Лейб-гвардии Гусарского полка, тем самым эскадроном, которым до него командовал Е. Н. Волков. Выполнял деликатные поручения цесаревича; в частности, передавал письма и организовывал его встречи с М. Кшесинской. Мало того, Николай, тайно приходя в дом Кшесинской, выдавал себя для её прислуги за Волкова. Будущий император, по окончании службы в полку, подарил Волкову золотой портсигар с факсимиле: «Евгению Николаевичу Волкову от эскадронного командира Николая». Также наследник престола пригласил Волкова сопровождать его в путешествии на Восток (вся свита в путешествии была назначена императором Александром III и лишь Волкова Николай выбрал сам как своего друга). Вместе с цесаревичем Николаем в 1890—1891 годах Е. Н. Волков посетил Австро-Венгрию, Италию, Грецию, Египет, Индию, Китай, Сиам, Японию, а затем из Владивостока через всю Сибирь возвратился в Санкт-Петербург.

### Черноморский губернатор
В апреле 1900 года был назначен императором Николаем II вице-губернатором Черноморской губернии (6.04.1900-17.11.1901), уже в следующем году стал Черноморским губернатором  (17.11.1901-01.01.1905). В декабре 1902 поддержал идею создания ежедневной губернской газеты  «Черноморское побережье» и стал её неофициальным цензором. Благодаря административным усилиям Волкова  в Новороссийске был построен Народный дом — место, где после работы собирался рабочий люд. Здесь читались книги, устраивались любительские спектакли и концерты. К концу 1902 года в Новороссийске была сооружена бетонная набережная с тротуаром. С именем Волкова связано и устройство бульвара по улице Раевской (в настоящее время улица Новороссийской Республики). Также благодаря Волкову  губернскому центру были выделены средства на изыскания источников воды и разработку проекта водопровода из Цемесской долины в городские кварталы . По инициативе губернатора с 1902 года в Новороссийске открылся городской общественный банк, который стал выдавать кредиты промышленникам, купцам и сельхозпроизводителям, а к началу 1905 года в городе было уже семь банков. В 1904 году,  по личному указанию Е.Н. Волкова, было издано справочное пособие по Черноморской губернии. Генерал-майор с 6 апреля 1903 года. Почётный гражданин города Новороссийска (13.01.1905).

### Градоначальник Москвы

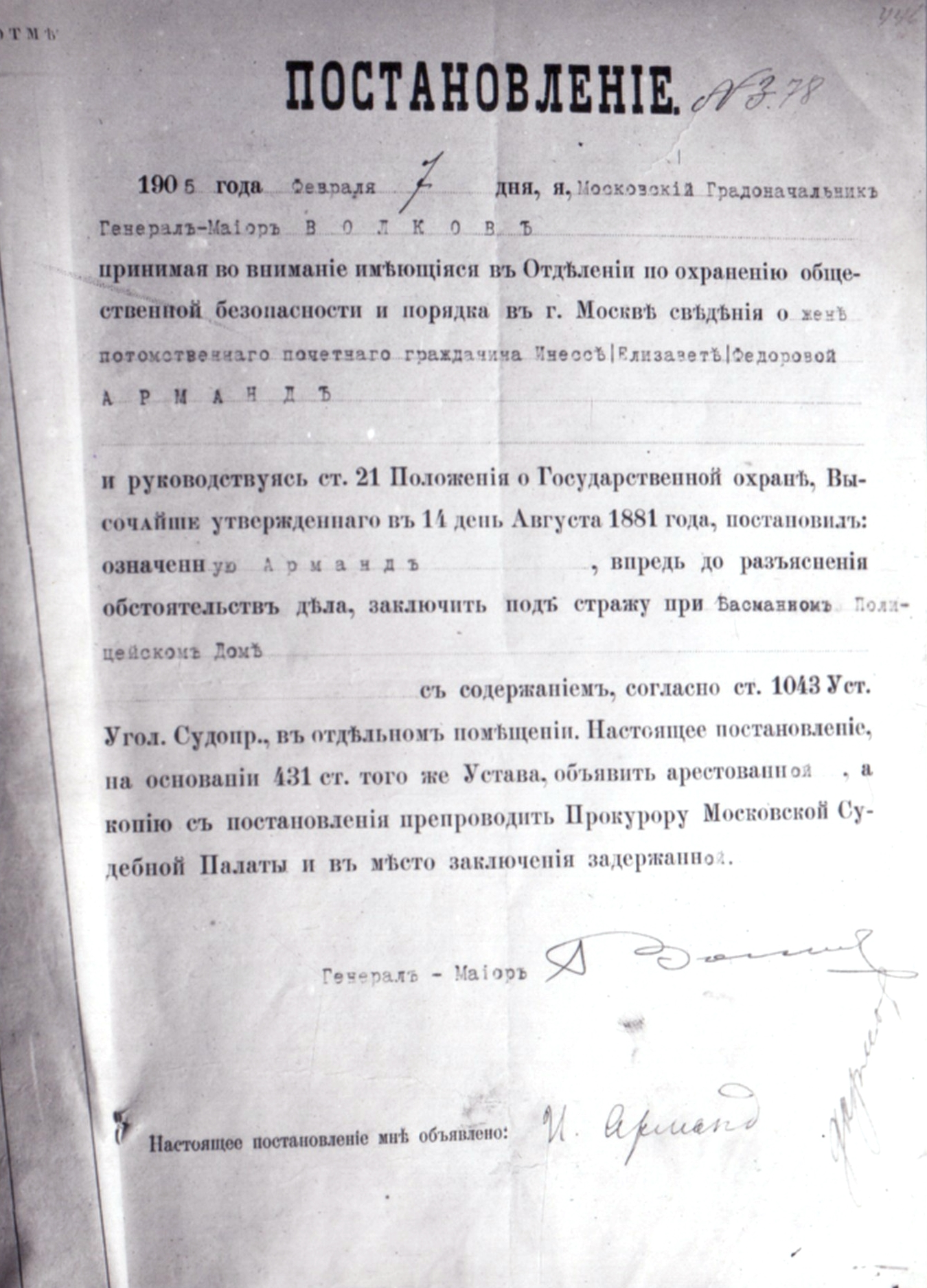
Постановление Московского градоначальника Е. Н. Волкова о заключении под стражу И. Ф. Арманд

1 января 1905 года в Москве Высочайшим указом была отменена должность генерал-губернатора и вместо неё появилась должность градоначальника. Первым градоначальником Москвы стал Е. Н. Волков (с 16 января 1905 года)). Как писал в своих воспоминаниях В. Ф. Джунковский: «…Новый градоначальник генерал-майор Волков никаких новшеств или перемен по улучшению службы полиции не внёс. Единственно, все заметили, что он стал ездить по Москве не в мундире, а в сюртуке, как простой обыватель, и выезд с пристяжной заменил выездом в дышло, что было очень непривычно глазу московского обывателя. За время своего градоначальства он ничем себя не проявил, и подчиненные так и не узнали его требований. Его назначение в Москву в такое время было каким-то недоразумением».
В Москве в то время существовала практика, введённая предшественником Е. Н. Волкова (Великим князем Сергеем Александровичем), перекрывать уличное движение в городе для проезда экипажа генерал-губернатора. 4 февраля 1905 года Волков издал приказ, запрещающий подобное: «Проезжая по городу, я усмотрел, что некоторые постовые городовые, заметив мое приближение, поспешно останавливают движение экипажей, освобождая путь для моего проезда. Находя, что поддерживание правильного движения экипажей, согласно требованиям обязательных постановлений Городской Думы… вполне достаточно для устранения затруднений в уличном движении и что при точном исполнении сих требований всякие поспешные, экстренные меры к освобождению проездов явятся излишними, предлагаю приставам разъяснить городовым, чтобы они как во всякое время, так и при моих проездах ограничивались лишь поддерживанием установленного порядка движения». По совпадению, в день издания этого приказа в карету Сергея Александровича была брошена бомба и он был убит.
После убийства в Москве Великого князя, начавшихся стачек рабочих и выступлений студентов, и из-за неспособности Волкова навести порядок в городе, была вновь возвращена должность генерал-губернатора, но должность градоначальника отменена не была. И 14 апреля 1905 года генерал-губернатором Москвы стал бывший обер-полицеймейстер Москвы и градоначальник Петербурга генерал от кавалерии А. А. Козлов. Назначение Козлова вызвало уход генерал-майора Волкова (18.04.1905) (на место градоначальника Москвы был назначен генерал-майор П. П. Шувалов).

### Губернатор Тавриды
18 апреля 1905 года Волков был назначен губернатором Таврической губернии. Товарищ (заместитель) министра внутренних дел В. Ф. Трепов (бывший таврический губернатор) советовал своему преемнику объявить в крае военное положение, но Е. Н. Волков отказался, сочтя, что в сложившейся политической обстановке нет «ничего исключительного, а тем более угрожающего государственной безопасности». Тем не менее, в мае 1905 года Волков объявил в Крыму режим «усиленной охраны», подразумевающий запрет несанкционированных собраний, ряда печатных изданий, высылку политически неблагонадёжных и «вредных» граждан в другие регионы империи, запрет продажи оружия и т. п..
Согласно советскому исследователю В. Советову, для разгона демонстраций Волков использовал не силы полиции, а организованные по его указанию крымской жандармерией группы убеждённых патриотов (в Феодосии — из портовых грузчиков, в Симферополе и Ялте — из строителей). Впервые такая тактика была применена Волковым 19 сентября 1905 года, где его патриоты избили и разогнали демонстрантов. В дальнейшем Волков, согласно Советову, неоднократно по всему Крыму использовал своих «патриотов», устраивавших погромы на митингах и уличных демонстрациях. Однако согласно украинскому историку Виктору Королёву, представление, что полиция по указанию губернатора Волкова организовывала погромщиков, является «искажённым представлением в советской литературе» и «переворачиванием фактов с ног на голову».

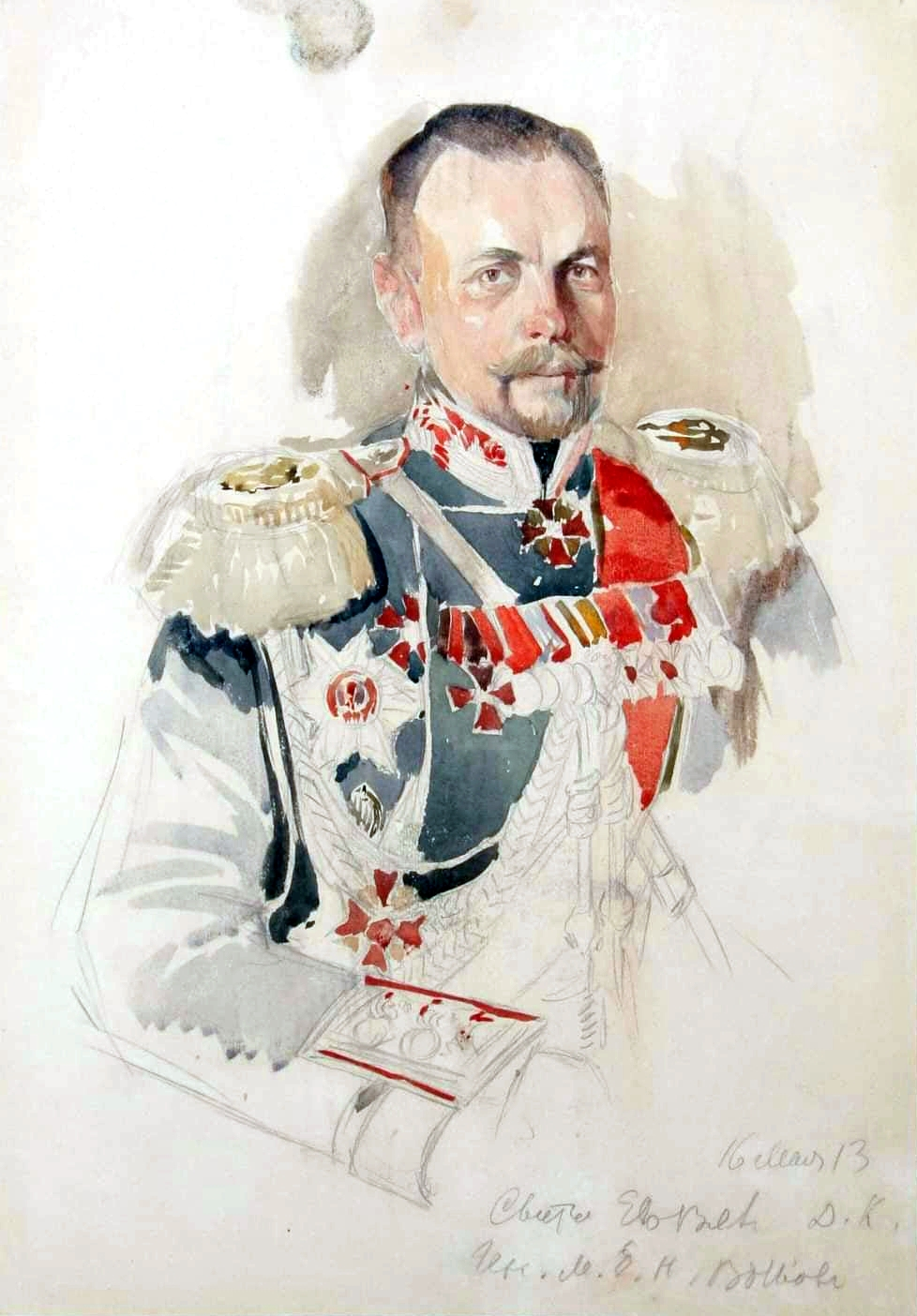
Портрет 1913 г.

Наиболее спорной остаётся роль Волкова в событиях 18-19 октября 1905 года в Симферополе, приведших к еврейскому погрому. 18 октября 1905 года в Симферополе, Волков с балкона своего дома поприветствовал и благословил патриотических манифестантов и выделил им оркестр. Вскоре, недалеко от дома губернатора, колонна патриотов, идущая с оркестром и портретами императора, встретилась с участниками демонстрации, посвящённой «Манифесту 17 октября». Один еврей-революционер с палкой в руках попытался завладеть портретом царя, а один из монархистов хотел выхватить красный флаг, у несшей его девушки. Со стороны патриотов раздались крики «Бей жидов!», но крупного столкновения в этот момент не произошло, шествия разошлись.
Революционная демонстрация отправилась в городской сад, где устроила митинг. Толпа же патриотов вторично отправилась к губернаторскому дому. Двое представителей патриотов Мальчевский и Канаки зашли в губернаторский дом, а через некоторое время выбежали оттуда в толпу с радостными криками: «Дозволено!» и «Бей жидов!». Толпа патриотов заблокировала вход в городской сад, где проходил революционный митинг, и пропускала туда только вооруженных палками молодых людей. Началась перестрелка и расправа над революционерами, их жестоко избивали, целясь в головы, выбирая исключительно евреев. В результате столкновения были убиты 47 человек. Полиция не просто бездействовала при избиении, а, напротив, полицейские агенты сами подсказывали погромщикам кого именно из демонстрантов нужно бить. Согласно судебному отчёту, свидетели показали, что во время погромов губернатор Волков сидел на балконе со своей семьёй и спокойно наблюдал за происходящим.
Толпа выплеснулась на улицы Симферополя, где начался погром учреждений, где укрылись революционеры, а также еврейских магазинов, лавок, мастерских. В городе вспыхнули пожары. Полицейские и военные первое время оставались лишь сторонними наблюдателями, не пресекая действия толпы. Согласно показаниям свидетелей событий, во время погромов по улицам проезжал губернатор и погромщики перед ним раскланивались. Свидетели сообщали, что погромщики кричали, что «губернатором позволено 3 дня громить». Жертвами погромов стали 43 еврея, 20 караимов, армян и русских.
19 октября 1905 года в Феодосии погромщики облили керосином и подожгли 3-этажное здание, где проходило революционное собрание. Обречённые на смерть люди, выпрыгивали с крыши, окон второго и третьего этажей в руки озверевшей толпы, подбадриваемой полицией. Как писал «Крымский вестник», «... преследовала каждого вырвавшегося из зала и убивала на месте».
В ноябре 1905 года в губернии начались волнения и выступления моряков Черноморского флота и солдат севастопольского гарнизона. Эти события послужили причиной того, что губернатор Е. Н. Волков «заболел нервным расстройством». 3 января 1906 года Е. Н. Волков подал в отставку.
Следствие по делу еврейских погромов в Симферополе длилось почти полтора года, в ходе которого была установлена вина 29 погромщиков и 8 полицейских. Вина губернатора Волкова в событиях доказана не была. Случившееся в Симферополе получило всероссийскую огласку благодаря репортажу о судебном процессе, опубликованном в  газете «Речь».

### Дальнейшая служба
С января 1906 года работал в министерстве внутренних дел (03.01.1906—28.05.1906), затем в министерстве императорского двора (28.05.1906-03.06.1906). С июня 1906 года занимал различные должности в кабинете Его Императорского Величества: исправляющий дела помощника управляющего кабинетом Его Императорского Величества (03.06.1906-16.03.1907), помощник управляющего кабинетом Его Императорского Величества и заведующий земельно-заводским отделом (16.03.1907-13.08.1909). В период с 1909 по 1917 год — управляющий кабинетом Его Императорского Величества (13.08.1909-25.04.1917). С 1910 года — генерал-майор свиты Его Императорского Величества. Генерал-лейтенант с 6 декабря 1913 года.
25 апреля 1917 года, числящийся по гвардейской кавалерии, управляющий бывшим императорским  кабинетом, генерал-лейтенант Волков был уволен от службы, за болезнью, с мундиром  и пенсией.

### После 1917 года
Участник Белого движения в составе Вооружённых сил Юга России. С конца января до марта 1919 года — военный губернатор Черноморской губернии. Эмигрировал из России. В 1920-е годы жил в Боснии в Королевстве Югославия; в Илидже (пригороде Сараева) организовал большой лесопильный завод. Умер в 1933 году в Ницце. 21 января 1934 года в Париже в соборе Александра Невского на улице Дарю состоялась панихида по Е. Н. Волкову, организованная его бывшими однополчанами по лейб-гвардии гусарскому полку.

## Семья

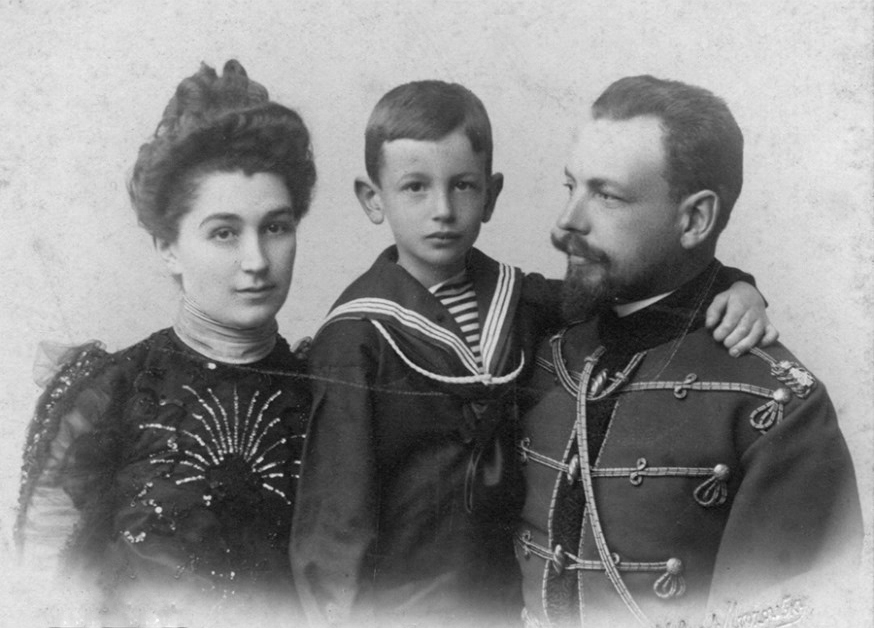
Е.Н. Волков с женой Верой Александровной и сыном Николаем. СПб, ок. 1900

Был женат с 1892 года. Жена его Вера Александровна (в девичестве Свечина, дочь генерала от инфантерии А. А. Свечина) запомнилась в Черноморской губернии своими благотворительными начинаниями.
Сын Николай (21.02.1893-3.12.1959) в 1914 году женился на княжне Екатерине Голицыной (1893—1971, сестра Б. А. Голицына), в эмиграции стал именоваться на немецкий манер Wolk zu Wolkenstein, умер в Монтевидео.

## Награды
Награды Российской империи

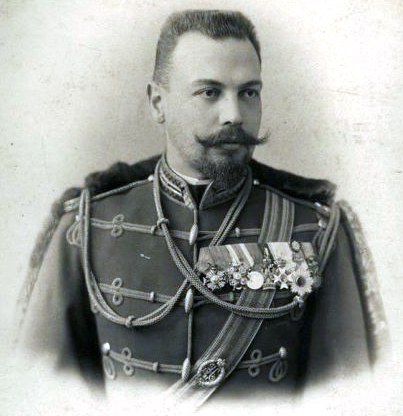
Е. Н. Волков парадной форме Лейб-гвардии Гусарского полка. На доломан приколоты российские и иностранные награды, среди них Мальтийский орден Св. Иоанна Иерусалимского, орден Св. Анны, орден Спасителя, орден Восходящего солнца (Япония) и др.

- Орден Святого Владимира III (1907) и II степеней (1915)
- Орден Святого Станислава III (1889), II (1896) и I степеней (1910)
- Орден Святой Анны III (1893), II (1899) и I степеней (1913)
- Медаль «В память царствования императора Александра III»[28]
- Медаль «В память коронации Императора Николая II»[28]
- Медаль «В память 300-летия царствования дома Романовых»[28]

Награды иностранных государств
- Орден Восходящего солнца (Великая Японская империя, 1891)
- Орден Железной короны III степени (Австро-Венгерская империя, 1891)
- Орден Спасителя IV степени (Королевство Греция, 1891)
- Орден «Святой Александр» IV степени (Княжество Болгария, 1896)
- Офицерский крест ордена Почётного легиона (Республика Франция, 1897)
- Орден Короны Румынии III степени (Королевство Румыния, 1899).

## Память

Памятник губернатору Е. Н. Волкову в Новороссийске

- В честь Е. Н. Волкова в начале XX века была переименована улица Александровская в Новороссийске, но позже она вновь поменяла название на «Черноморская»[29].
- В октябре 2014 года новая улица в южном внутригородском район Новороссийска получила название улица им. губернатора Е.Н. Волкова[30].
- В феврале 2019 года в Новороссийске открыт бронзовый памятник Е. Н. Волкову (скульптор Александр Суворов)[31]. Памятник установлен на площади около бизнес-центра «Черноморский» (бывшая гостиница «Черноморская»), которая граничит с площадью Героев[32].

## Публикации о Е. Н. Волкове
- Герасименко А. Черноморский губернатор Е. Н. Волков.// Аргонавт. Черноморский исторический журнал. — 2007. — №1. — С. 39.